# Harry Arter
Harry Nicholas Arter (født 28. december 1989) er en professionel fodboldspiller, der spiller som en midtbanespiller for Fulham på leje fra Premier League-klubben AFC Bournemouth samt Irlands fodboldlandshold.
Han begyndte sin karriere i Charlton Athletic, hvor han fik en kamp som indskifter i 2007 og var udlånt til non-league klubberne Staines Town og Welling United, før han tog til Woking. Efter en sæson hos Woking, vendte han tilbage til Football League med Bournemouth, hvor han blev en fast mand, efter et udlån til Carlisle United i 2011. Han har bidraget til Bournemouths oprykning til Championship i 2013, og til Premier League to år senere.
Selvom han er født og opvokset i England, repræsenterer Arter Irland. Han har tidligere spillet for nationen på U/17 og U/19 niveau, og fik sin A-landsholdsdebut i juni 2015.

## Klubkarriere

### Charlton Athletic
Han er født i Sidcup, i London bydelen Bexley, og begyndte sin karriere i Charlton Athletic. Han fik sin professionelle debut, og enlige optræden for klubben, den 25. September 2007 i tredje runde af den engelske Liga Cup, ude mod Luton Town. Han kom ind som i det 86. minut i stedet for Svetoslav Todorov da Charlton tabte 1-3 efter forlænget spilletid.
I 2008-09-sæsonen, han havde lejeperioder hos Staines Town og Welling United.
Efter han forlod Charlton havde Arter prøvetræninger hos Gillingham og Ipswich Town, der ikke kastede en kontrakt af sig.

### Woking
Den 2. juni 2009, sluttede Arter sig til Woking på en et-årig kontrakt. I slutningen af 2009-10 sæsonen, var det veldokumenteret, at Arter ville forlade Woking, med flere Football League-klubber med interesse i ham. Wokings hjemmeside bekræftet tidligt at Arter havde valgt at skrive under med AFC Bournemouth, hvor transfersummen skulle bestemmes af et FA tribunal, da de to klubber ikke kunne blive enige om en transfersum.

### AFC Bournemouth
Den 7. juni 2010, sluttede Arter sig til League One-klubben Bournemouth for et ukendt beløb, og hentet af Eddie Howe. To måneder senere, han fik sin debut i deres første kamp i sæsonen, ude mod sin tidligere klub Charlton. Han fik en advarsel første halvleg for en tackling på Akpo Sodje og blev erstattet ved halvlegen af Michael Symes da Bournemouth tabte med 0-1. Efter at være faldet i unåde tog Arter den 4. marts 2011, på en-måneders lejeaftale til League One-holdet Carlisle United. Den næste dag, hvor han fik sin debut for klubben, erstattede han Liam Noble i de sidste 30 minutter ude mod Brighton & Hove Albion. Han scorede det udlignende mål i overtiden, det første mål i sin professionelle karriere, men et minut senere scorede Liam Bridcutt Brightons vindende mål i en 4-3 sejr.
Den 13 August 2011, erstattede Arter Mark Molesley i det 66. minut af en kamp mod Sheffield Wednesday på Dean Court, og 17 minutter cementerede han en 2-0-sejr med sit første mål for klubben. Alt i alt scorede han 5 mål i 34 ligakampe denne sæson.

## Privatliv
Arter er svoger til den tidligere England-kaptajn Scott Parker, der er gift med hans søster Carly. De begge startede deres karriere hos Charlton.

I december 2015, blev Harry Arter og hans partner, Rachel, ramt af en tragedie, da deres datter var død ved fødslen. Bournemouth manager Eddie Howe hyldede Arter efter en 2-1-sejr over Manchester United på 12. december. Howe dedikerede sejren til Arter og sagde, at det havde været "en meget følelsesladet uge for ham." I oktober 2016, delte Arter den glade nyhed at hans partner var blevet gravid igen. Den 17. februar 2017 hun fødte en lille pige.

## Titler
Bournemouth
- Football League Championship: 2014-15[22]